# Neustift an der Rosalia
Neustift an der Rosalia (ungarisch Ujtelek) ist eine Katastralgemeinde der Gemeinde Forchtenstein im Bezirk Mattersburg in Burgenland.

## Geografie
In der zwischen Heuberg und Forchtenstein gelegenen Katastralgemeinde befinden sich die Ortsteile Hofleiten und Rosalienhäuser (auf der Ortstafel Forchtenstein-Rosalia genannt) sowie die Burg Forchtenstein und der Sender Heuberg, aber kein Ort namens Neustift.

## Geschichte
Die Besiedlung erfolgte im 16. Jahrhundert auf gerodeten Gründen. Im Jahr 1588 wird Christoph Pacher als „Neustifter Richter“  erwähnt. Laut Adressbuch von Österreich waren im Jahr 1938 in der Ortsgemeinde Neustift an der Rosalia ein Bäcker, zwei Binder, ein Fleischer, sechs Gastwirte, ein Gemischtwarenhändler, ein Maurermeister, ein Müller, ein Schmied, zwei Schuster, ein Tischler und einige Landwirte ansässig. Weiters gab es beim Ort ein Kalkwerk und einen Steinbruch. Im Jahr 1971 wurden die beiden bis dahin eigenständigen Gemeinden Forchtenau und Neustift an der Rosalia zusammengelegt.

## Siedlungsentwicklung
Zum Jahreswechsel 1979/1980 befanden sich in der Katastralgemeinde Neustift an der Rosalia insgesamt 335 Bauflächen mit 161.796 m² und 226 Gärten auf 484.233 m², 1989/1990 gab es 361 Bauflächen. 1999/2000 war die Zahl der Bauflächen auf 900 angewachsen und 2009/2010 bestanden 514 Gebäude auf 1158 Bauflächen.

## Bodennutzung
Die Katastralgemeinde ist landwirtschaftlich geprägt. 203 Hektar wurden zum Jahreswechsel 1979/1980 landwirtschaftlich genutzt und 489 Hektar waren forstwirtschaftlich geführte Waldflächen. 1999/2000 wurde auf 185 Hektar Landwirtschaft betrieben und 535 Hektar waren als forstwirtschaftlich genutzte Flächen ausgewiesen. Ende 2018 waren 109 Hektar als landwirtschaftliche Flächen genutzt und Forstwirtschaft wurde auf 542 Hektar betrieben. Die durchschnittliche Bodenklimazahl von Neustift an der Rosalia beträgt 17,5 (Stand 2010).

## Sehenswürdigkeiten
Die Wallfahrtskirche Rosalienkapelle knapp unterhalb des Gipfels des Heuberges wurde 1644 errichtet und mehrmals erweitert. Sie ist der hl. Rosalia geweiht, die gegen die Pest angerufen wird.

## Persönlichkeiten
- Karl Hofer (* 1929), Autor und Journalist, wurde hier geboren